# Messsucherkamera
Eine Messsucherkamera ist ein Fotoapparat, dessen optischer Sucher mit einer Scharfeinstellhilfe ausgestattet ist, die mit der Entfernungseinstellung des Objektivs gekoppelt ist. Dieser Entfernungsmesser ist meist als Schnittbildentfernungsmesser oder Mischbildentfernungsmesser ausgeführt.

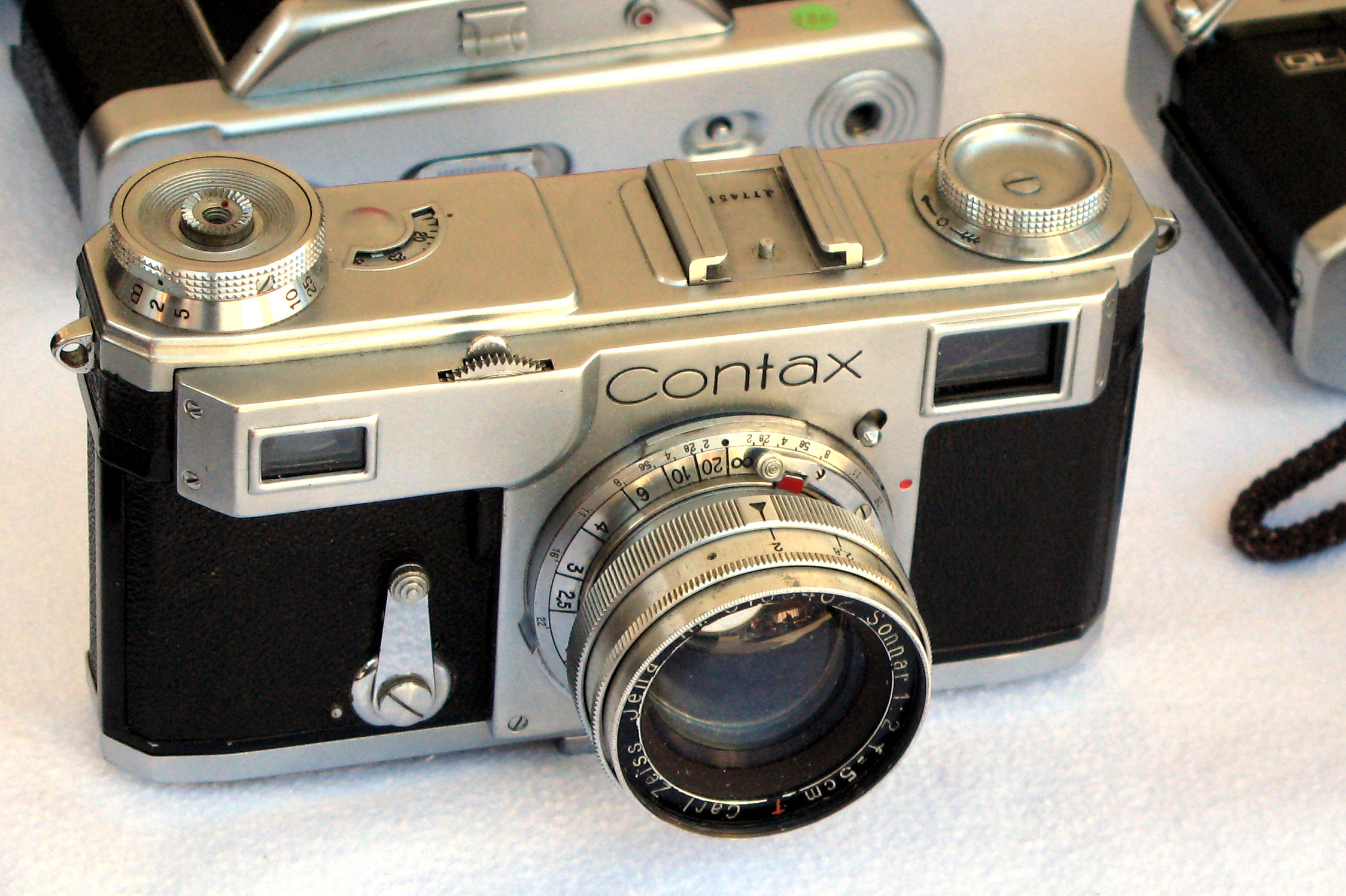
Klassische Messsucherkamera

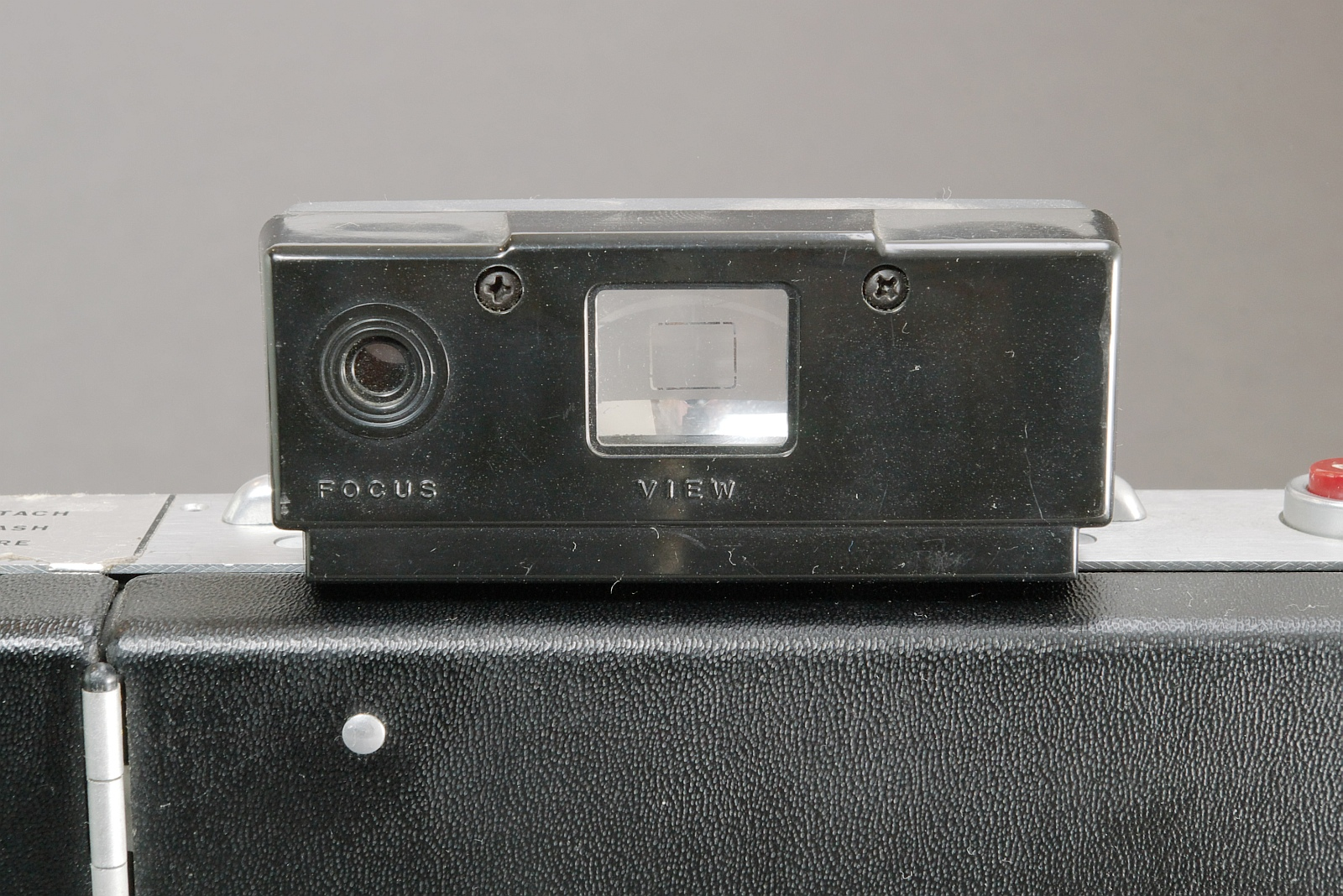
Ältere Konstruktion mit getrennten Einblicken für den Entfernungsmesser und den eigentlichen Sucher mit Leuchtrahmen

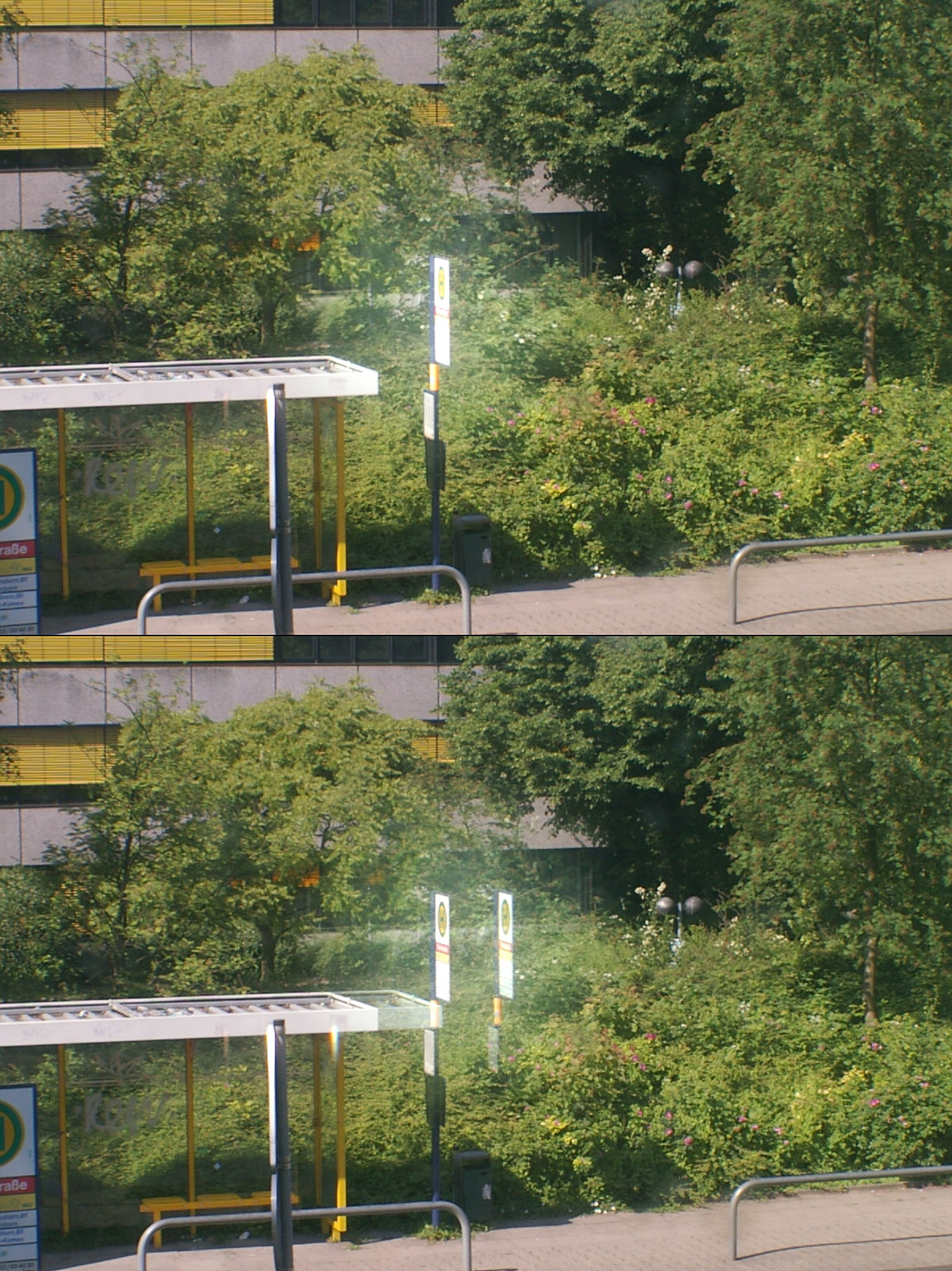
Suchereinblick mit gekuppeltem Mischbildentfernungsmesser

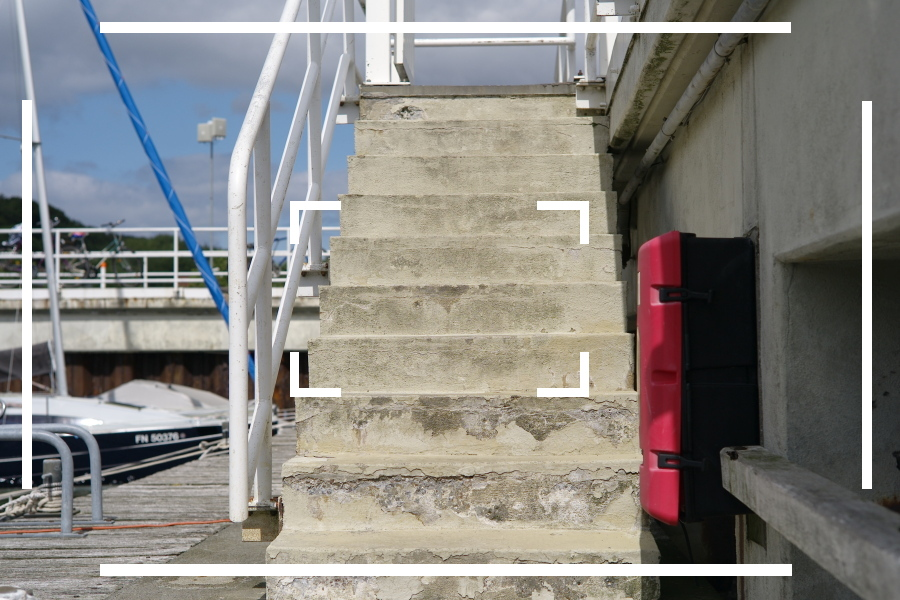
Leuchtrahmen im Sucherbild für 35 mm (außen) und 90 mm (innen) Brennweite

Kameras, die die Verwendung von Wechselobjektiven unterstützen, bieten meist auch eine Anpassung des Sucherbilds an die Brennweiten der Objektive.
Dies geschieht in den meisten Fällen durch das Einblenden von Leuchtrahmen in das Sucherbild. Passend zur jeweiligen Brennweite zeigen die Rahmen die Begrenzung der Aufnahme an.

## Geschichte

Mechanismus einer Entfernungsmesserkamera. Manche Entfernungsmesserkameras haben keinen Strahlenteiler und benötigen daher zwei optische Löcher (Entfernungsmesser – Sucher).

Die erste Messsucherkamera gemäß der obigen Definition war die von Zeiss Ikon ab 1936 gebaute Contax II. Die bekannteste (und bis heute gebaute) Kleinbildkamera dieser Bauart ist die Leica M. Zahlreiche andere Konstruktionen sind vornehmlich durch die weite Verbreitung der Spiegelreflexkameras in den 1970er Jahren vom Markt verschwunden. Im Massenmarkt sind Messsucherkameras vollständig von Kompaktkameras mit Autofokus verdrängt worden.
Basierend auf dem Leica-Standard hat es in den letzten Jahren eine ganze Reihe von neuen Messsucherkameras gegeben, die von Konica und Cosina (Hexar, Voigtländer Bessa, Epson R-D1, Zeiss Ikon, Rollei 35RF) hergestellt wurden bzw. werden. Im Mittelformat gibt es die Messsucherkameras Mamiya 6 und 7 bzw. 7II mit Wechselobjektiven. Frühere Hersteller von Messsucherkameras waren u. a. Nikon (S-Serie, wobei zwei Modelle, S3 und SP, vor einigen Jahren in begrenzter Sonderauflage neu hergestellt worden sind), Canon (Canonet), Olympus (XA-Baureihe mit fest eingebautem Objektiv), Zenza-Bronica (mit der RF645) und Minolta (in Kooperation mit Leica, CL und CLE). Contax, der Erfinder dieses Kameratyps, hatte 1994, mehr als 30 Jahre nach dem Ende der Produktion von Messsucherkameras, mit dem G-System sogar noch einmal einen Neueinstieg in den Markt versucht, der allerdings 2005 mit dem Rückzug des Mutterkonzerns wieder endete.

## Vorteile
Das Konzept des Messsuchers bietet einige Vorteile gegenüber einäugigen Spiegelreflexkameras.
So fällt der Spiegel der Spiegelreflexkamera weg, daher ist das Sucherbild permanent sichtbar und es entstehen keine Erschütterungen durch den Spiegelschlag. Das Auslösegeräusch einer Messsucherkamera ist meist leiser als das einer Spiegelreflexkamera.
Ein heller Messsucher ermöglicht auch bei solchen Lichtverhältnissen eine exakte Fokussierung, bei denen eine konventionelle Mattscheibe kein deutliches Bild mehr zeigt und manche Autofokussysteme nicht mehr fokussieren.
Ein weiterer Vorteil liegt in den geringen Ausmaßen. So sind die Messsucherkameras nicht nur leichter zu transportieren, sondern haben auch eine weniger aufdringliche Wirkung auf die zu fotografierenden Personen. Viele Anwender von Messsucherkameras betonen die Tatsache, dass durch die Messsucherkamera die Intimität zwischen Fotograf und abgebildeten Personen weniger leidet als durch vergleichsweise laute und klobige Spiegelreflexkameras. Fotografieren mit der Messsucherkamera kann also diskreter vonstattengehen.
Das gegenüber einer Spiegelreflexkamera geringere Auflagemaß (da kein Raum für einen wegklappenden Spiegel benötigt wird) ermöglicht bei Weitwinkelobjektiven kompaktere Objektivbauweisen, da auf Retrofokus-Konstruktionen verzichtet werden kann.

## Nachteile
Aufgrund der Trennung von Aufnahmeobjektiv und Sucher ergibt sich ein leicht unterschiedlicher Blickwinkel. Dieser Effekt wird auch Parallaxe genannt. Die Parallaxe führt dazu, dass bei Objekten, die sich näher als etwa drei Meter vor der Kamera befinden, der Ausschnitt nicht mehr genau festgelegt werden kann, d. h. das endgültige Foto stimmt nicht mehr genau mit dem Sucherbild überein. Moderne Messsucherkameras gleichen diese Parallaxe aus, indem zum Beispiel die Leuchtrahmen im Sucher passend verschoben werden. Einfachere Konstruktionen begnügen sich mit den altbekannten Parallaxemarkierungen im Sucher, die meist auf die geringste Entfernungseinstellung ausgerichtet sind. Zwischenwerte müssen geschätzt werden.
Weiterhin gestaltet sich die Verwendung von Objektiven mit unterschiedlichen Brennweiten schwierig. Entweder werden wieder durch Leuchtrahmen innerhalb des Suchers die verschiedenen Brennweiten angezeigt, oder mit Hilfe eines Aufstecksuchers wird der Bildwinkel der gewählten Brennweite nachvollziehbar. Eine Ausnahme bildete die Contax G mit einem „Realbildsucher“, der sich automatisch der gewählten Brennweite anpasste. Bei der Benutzung von Aufstecksuchern dagegen muss zunächst über den Messsucher fokussiert und dann über den Aufstecksucher der Bildausschnitt festgelegt werden. Schnelles Fotografieren von bewegten Objekten wird hier äußerst schwierig.
Außerdem ergibt sich bauartbedingt, dass ein Einsatz von Brennweiten länger als 135 mm (Kleinbild) problematisch ist, da der entsprechende Sucherrahmen sehr klein wäre und genaue Bildkomposition und Fokussierung extrem erschweren würde; die einzige Alternative wäre, eine so starke Suchervergrößerung zu wählen, dass auf der anderen Seite der Einsatz von Weitwinkelobjektiven praktisch unmöglich würde. Leica hatte über viele Jahre deswegen den sogenannten Visoflex im Angebot, andere Hersteller (wie Contax, Voigtländer und Zeiss Ikon) bieten gar keine Objektive mit einer längeren Brennweite als 90 mm an.

## Digitale Messsucherkameras
Die erste digitale Messsucherkamera war die Epson R-D1 aus dem Jahr 2004, von der bis 2009 diverse Varianten mit kleineren Überarbeitungen erschienen. Leica stellte 2006 seine erste digitale Kamera der M-Serie vor, die M8. Im September 2009 wurde die Leica M8 (und M8.2) von der M9 mit Kleinbild-Sensor abgelöst. Mittlerweile ist die Leica M11 die aktuelle Kamera dieses Typs; mit der Monochrom stellt Leica eine Kamera her, die ausschließlich schwarzweiß aufzeichnet.